# House of Gold
House of Gold (sorti en DVD sous le titre Family Runs) est un film de comédie ghanéen et nigérian sorti en 2013, produit par Yvonne Nelson et réalisé par Pascal Amanfo. Il met en vedette Majid Michel, Yvonne Nelson, Omawumi Megbele, Mercy Chinwo, Ice Prince Zamani, Eddie Watson et Francis Odega,,,.

## Synopsie
Le film raconte l'histoire d'un magnat des affaires et d'un mondain, Dan Ansah Williams, qui meurt d'un cancer et on lui a dit qu'il lui restait six semaines à vivre. Il décide avec l'aide de son avocat de rappeler à la maison tous ses enfants, dont la plupart sont nés hors mariage et dans diverses affaires illicites. La réunion fait tourner beaucoup de surprises car chaque enfant revient avec un agenda, ce qui donne des résultats hilarants.

## Distribution
- Majid Michel : Freddie Dan Ansah
- Yvonne Nelson : Timara Dan Ansah
- Omawumi Megbele : Nina Dan Ansah
- Umar Krupp : Peter Dan Ansah
- Eddie Watson (en) : Sam
- Francis Odega : John Bosco
- Luckie Lawson : Mitchel Dan Ansah
- Amanorbea Dodoo : Barrister Paula
- Mercy Chinwo (en) : Lucia
- Ice Prince (en) Zamani : Tony
- Dream Debo : Judas
- Marlon Mave : Jamal Dan Ansah
- Emefal Atse : Jasmine
- Pascal Amanfo : Clifford Dan Ansah

## Critiques
Le film a été publié le 12 avril 2013 au Ghana et le 19 juillet 2013 au Nigeria. Il a reçu des critiques généralement négatives néanmoins il a obtenu plusieurs nominations en 2013 à savoir le Golden Icons Academy Movie Awards (en), Ghana Movie Awards, Zulu African Film Academy Awards (en) puis en 2014 aux Africa Magic Viewers Choice Awards (en).
Au Zulu African Film Academy Awards (en) en 2013, il a remporté six prix, dont les catégories Meilleur film, Meilleur réalisateur, Meilleur acteur dans un second rôle, Meilleur second rôle féminin et Meilleur film.

## Annonce
Une bande-annonce promotionnelle de House of Gold a été publiée sur YouTube le 4 mars 2013. Le film est sortie au Ghana le 12 avril 2013  et au Nigeria le 19 juillet 2013, avant de sortir en salles au Nigeria,. Il est sorti en DVD avec le titre Family Runs en novembre 2013 par Henrikesim Multimedia Concept.

## Box-office
House of Gold a rapporté un total de 15 454 401 ₦ dans les cinémas nigérians, atteignant le numéro 3 du palmarès au box-office, au moment de sa sortie.

### Récompenses
| Prix                                       | Catégorie                                                | Récipiendaires et nominations | Résultat |
| ------------------------------------------ | -------------------------------------------------------- | ----------------------------- | -------- |
| Ghana Movie Awards en 2013                 | Meilleur réalisateur                                     | Pascal Amanfo                 | nommé    |
| Ghana Movie Awards en 2013                 | Meilleur drame                                           | Pascal Amanfo                 | nommé    |
| Ghana Movie Awards en 2013                 | Meilleure comédie                                        | Pascal Amanfo                 | nommée   |
| Ghana Movie Awards en 2013                 | Meilleur costume                                         |                               | nommé    |
| Ghana Movie Awards en 2013                 | Actrice la plus prometteuse (meilleure nouvelle actrice) | Omawumi Megbele               | nommée   |
| Ghana Movie Awards en 2013                 | Acteur le plus prometteur (Meilleur nouvel acteur)       | Umar Krupp                    | nommé    |
| Ghana Movie Awards en 2013                 | Meilleur acteur dans un second rôle                      | Francis Odega                 | nommé    |
| Ghana Movie Awards en 2013                 | Meilleur scénario original                               | Pascal Amanfo                 | nommé    |
| Prix du cinéma du Ghana 2013               | Meilleure image                                          | Pascal Amanfo                 | nommée   |
| Prix du cinéma du Ghana 2013               | Meilleure écriture (scénario adapté ou original)         | Pascal Amanfo                 | nommée   |
| Prix du cinéma du Ghana 2013               | Meilleure musique originale                              | Berni Anti                    | nommée   |
| Prix du cinéma du Ghana 2013               | Meilleur design de production                            |                               | nommé    |
| Prix du cinéma du Ghana 2013               | Meilleur montage                                         | Okey Benson                   | nommé    |
| Prix du cinéma du Ghana 2013               | Meilleure musique (chanson originale)                    | Berni Anti, Mercy Chinwo      | nommé    |
| Prix du cinéma du Ghana 2013               | Meilleur maquillage et coiffeur                          | Joyce Mensah                  | nommée   |
| Prix du cinéma du Ghana 2013               | Meilleure collaboration africaine - Meilleur acteur      | Francis Odega                 | nommé    |
| Prix du cinéma du Ghana 2013               | Meilleure collaboration africaine - Meilleure actrice    | Omawumi Megbele               | nommée   |
| Prix du cinéma du Ghana 2013               | Meilleur mixage et montage sonore                        | Berni Anti                    | nommé    |
| Prix du cinéma du Ghana 2013               | Meilleur acteur dans un second rôle                      | Henry Adofo Asiedu            | nommé    |
| Prix Africa Magic Viewers Choice en 2014   | Meilleur acteur dans un drame                            | Majid Michel                  | nommé    |
| Zulu African Film Academy Awards en 2013 , | Meilleure image                                          | Pascal Amanfo                 | lauréat  |
| Zulu African Film Academy Awards en 2013 , | Meilleur réalisateur                                     | Pascal Amanfo                 | lauréat  |
| Zulu African Film Academy Awards en 2013 , | Meilleure actrice                                        | Yvonne Nelson                 | nommée   |
| Zulu African Film Academy Awards en 2013 , | Meilleur acteur dans un second rôle                      | Francis Odega                 | lauréat  |
| Zulu African Film Academy Awards en 2013 , | La meilleure actrice dans un second rôle                 | Omawumi Megbele               | lauréate |
| Zulu African Film Academy Awards en 2013 , | Meilleur nouveau venu                                    | Henry Ado Asiedu, Mercy Chiwo | nommé    |
| Zulu African Film Academy Awards en 2013 , | Meilleure performance enfant                             | Lisa Asor Awuku               | nommée   |
| Zulu African Film Academy Awards en 2013 , | Meilleure utilisation du costume                         |                               | lauréat  |
| Zulu African Film Academy Awards en 2013 , | Meilleur scénario                                        | Pascal Amanfo                 | nommé    |
| Zulu African Film Academy Awards en 2013 , | Meilleure photographie                                   |                               | lauréat  |
| Zulu African Film Academy Awards en 2013 , | Meilleur son                                             |                               | nommé    |